# كيا أفراسياب
كيا أفراسياب (بالمازندرانية/الفارسية: کیا افراسیاب چلاوی)، كان مؤسس الدولة الأفراسيابية، التي حكمت من عام 1349 إلى عام 1359 م.

## السيرة

### الصعود إلى السلطة
كان أفراسياب ابنًا لحسن چلابي، الذي ينتمي إلى الچلابيين، وهي عائلة مرموقة من مازندران خدمت الباونديين. وكان أفراسياب الأسفهسلار وصهر الحاكم الباوندي حسن الثاني (حكم من 1334 إلى 1349 م).
في عام 1349 م، أمر الحاكم الباونديّ حسن بإعدام أحد أعتى مسؤوليه، وهو جلال بن أحمد جلال، المنتمي إلى قبيلة الجلالي القوية التي حكمت ساري. أدّى هذا الإعدام إلى ثورةٍ قادها نبلاء مازندران. حاول حسن حينها الحصول على دعم من الخولابيين، لكن ابني أفراسياب قتلاه في حمامه.

### الحُكم

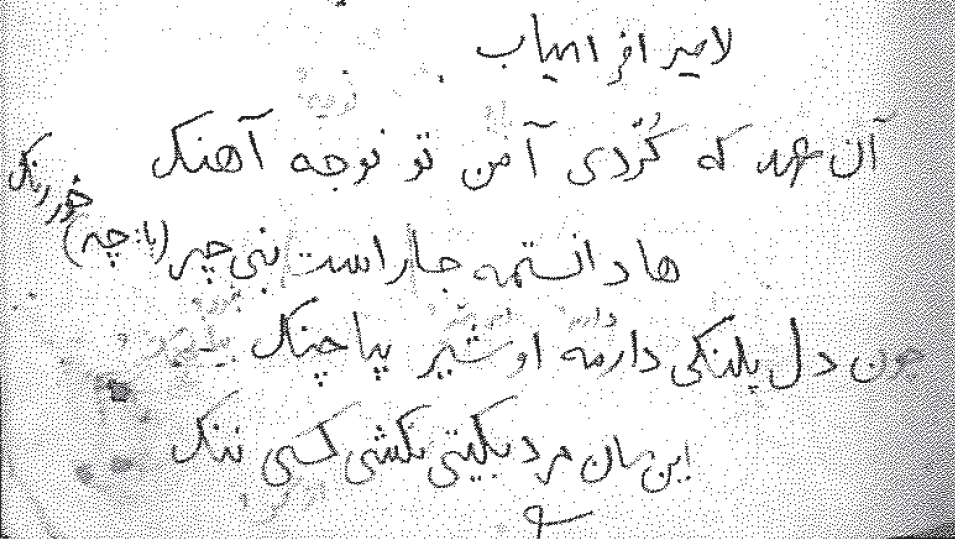
قصيدة كتبها كيا أفراسياب.

بعد ذلك، سيطر أفراسياب على الأراضي الباوندية، مُعلنًا نهاية الحكم الباوندي وبداية الدولة الأفراسيابية. تمكّن أحد أبناء حسن من الفرار إلى بلاط الحاكم البادوسباني إسكندر الثاني، الذي حاول لاحقًا استعادة حكم الباونديين في مازندران، لكنه فشل. كما واجه أفراسياب مشكلة أخرى؛ إذ لم يعترف نبلاء مازندران بحكمه واعتبروه اغتصابًا للسلطة.
حاول أفراسياب تحقيق الاستقرار سريعًا بطلب المساعدة من مير بزرك، وهو سيد درويش من دابودشت. إلا أن بعض دراويش مير بزرك تصرفوا بعدائية تجاه أفراسياب، مما دفعه إلى سجنه مع العديد من دراويشه. إلا أن أنصار مير بزرك ثاروا عليه سريعًا وأطلقوا سراحه من السجن. وفي عام 1359 م، وقعت معركة بين أفراسياب ومير بزرك بالقرب من آمل، حيث هُزم أفراسياب وقُتل مع أبنائه الثلاثة.
استولى مير بزرك سريعًا على أراضي الدولة الأفراسيابية، وأسّس السلالة المرعشية. كان لأفراسياب أبناء آخرون حاولوا استعادة سلطة أفراسياب في مازندران. وقتل ابنه فخر الدين چولابي أحد أبناء مير بزرك، مما أسفر عن مذبحة راح ضحيتها معظم أفراد عائلة أفراسياب. تمكن ابن أفراسياب الآخر إسكندر شيخي، بمساعدة تيمور، من استعادة السلطة الأفراسيابية عام 1393 م.